# Esteban Meloni
Esteban Meloni (n. 29 de noviembre de 1976; Bahía Blanca, provincia de Buenos Aires) es un actor de cine, teatro y televisión argentino.

## Actividad profesional

### Cine
| Año  | Título                      | Personaje         | Director                        |
| ---- | --------------------------- | ----------------- | ------------------------------- |
| 2005 | Géminis                     | Javier            | Albertina Carri                 |
| 2005 | El viento                   | Diego             | Eduardo Mignogna                |
| 2006 | Nuovomondo                  | Gabriel Molinelli | Emanuele Crialese               |
| 2006 | La punta del diablo         | Ricky             | Marcelo Paván                   |
| 2008 | Motivos para no enamorarse  | Axel              | Mario Mucci                     |
| 2009 | Toda la gente sola          | Padre Roberto     | Santiago Giralt                 |
| 2010 | Las hermanas L              | Lucho             | Santiago Giralt                 |
| 2012 | Tiempos menos modernos      | Juan Martín       | Simón Franco                    |
| 2012 | La guerra del cerdo         |                   | David Maria Putorti             |
| 2015 | La vida después             | Federico          | Franco Verdoia y Pablo Bardauil |
| 2015 | Contrasangre                | Julio             | Nacho Garassino                 |
| 2015 | After office                | Lucas             | Sebastián Rodríguez             |
| 2016 | Angelita, la doctora        | Basurero          | Helena Tritek                   |
| 2016 | Primavera                   | Edgar             | Santiago Giralt                 |
| 2017 | Nadie nos mira              | Actor de teatro   | Julia Solomonoff                |
| 2018 | El corte                    | Juanse            | Regina Braunstein               |
| 2018 | El jardín de la clase media | Carlos Fernández  | Ezequiel Inzaghi                |
| 2019 | Loop III                    | Hombre            | Talo Silveyra                   |
| 2020 | La chancha                  | Pablo             | Franco Verdoia                  |
| 2022 | Axiomas                     | Sebastián         | Marcela Luchetta                |

### Televisión
| Año       | Título                                  | Personaje               | Notas                                                          | Canal      |
| --------- | --------------------------------------- | ----------------------- | -------------------------------------------------------------- | ---------- |
| 1996      | 90 60 90 modelos                        | Desconocido             | Participación especial                                         | Canal 9    |
| 1997      | Chiquititas                             | Desconocido             | Participación especial                                         | Telefe     |
| 1998      | La condena de Gabriel Doyle             | Desconocido             | Participación especial                                         | Canal 9    |
| 1999      | Trillizos, dijo la partera              | Desconocido             | Participación especial                                         | Telefe     |
| 2000      | Buenos vecinos                          | Desconocido             | Participación especial                                         | Telefe     |
| 2000      | Verano del 98                           | Homero Valdez           | Participación especial                                         | Telefe     |
| 2002      | Kiebre                                  | Juan                    | Película para televisión                                       |            |
| 2003      | Son amores                              | Pretendiente de Valeria | Capítulo 205 (Temporada 2)                                     | El Trece   |
| 2004      | Los Roldán                              | Amigo de Sofía          | Capítulos 116 y 117                                            | Telefe     |
| 2004      | Floricienta                             | Ariel                   | Participación especial                                         | El Trece   |
| 2005      | Amor mío                                | Desconocido             | Participación especial                                         | Telefe     |
| 2005      | Mediometrajes                           | Desconocido             | Episodio: "Ruido blanco"                                       | Infinito   |
| 2005      | Criminal                                | David                   | Episodios 12 y 13                                              | Canal 9    |
| 2006      | El tiempo no para                       | Desconocido             | Participación especial                                         | Canal 9    |
| 2008      | Por amor a vos                          | Luciano Torres Quevedo  | Participación especial                                         | El Trece   |
| 2008      | Vidas robadas                           | Martín Rinaldi          | Elenco secundario                                              | Telefe     |
| 2009-2010 | Niní                                    | Víctor Martínez Paz     | Elenco principal                                               | Telefe     |
| 2010      | Lo que el tiempo nos dejó               | Alejandro               | Episodio: "Mi mensaje"                                         | Telefe     |
| 2010      | Para vestir santos                      | Sebastián               | Participación especial                                         | El Trece   |
| 2011      | Televisión por la inclusión             | Emilio                  | Episodio: "La cena"                                            | Canal 9    |
| 2011      | Decisiones de vida                      | Laureano                | Episodio: "Espejos deformantes"                                | Canal 9    |
| 2012      | Lobo                                    | Franco Díaz Pujol       | Elenco principal                                               | El Trece   |
| 2013      | Historia Clínica                        | Médico                  | Episodio: "Juan Domingo Perón"                                 | Telefe     |
| 2013      | Historia Clínica                        | Manuel Belgrano         | Episodio: "Manuel Belgrano"                                    | Telefe     |
| 2013      | Historias de corazón                    | Andrés Rimini           | Episodio: "¿Cómo sabemos que Romeo está enamorado de Julieta?" | Telefe     |
| 2013      | Mi amor, mi amor                        | Martín Rosales          | Elenco secundario                                              | Telefe     |
| 2013-2014 | Esa mujer                               | Diego Acevedo           | Elenco principal                                               | TV Pública |
| 2014      | Doce casas, Historia de mujeres devotas | Juan                    | 4 episodios                                                    | TV Pública |
| 2015      | Viudas e hijos del rock and roll        | José María Uriburu      | Participación especial                                         | Telefe     |
| 2015      | Historia de un clan                     | Marco                   | Participación especial                                         | Telefe     |
| 2015      | Variaciones Walsh                       | Santos                  | Episodio: "La máquina del bien y del mal"                      | TV Pública |
| 2016      | La última hora                          | Tomás                   | Episodio: "El alma del escritor"                               | TV Pública |
| 2017      | Cuéntame cómo pasó                      | Darío                   | Elenco principal                                               | TV Pública |
| 2018      | Encerrados                              | Víctor                  | Episodio: "300 metros"                                         | TV Pública |
| 2018      | Medusa                                  | Ariel                   | Piloto no emitido                                              | Telefe     |
| 2020      | Los internacionales                     | Hernán                  | Episodio 6                                                     | Telefe     |
| 2021      | Isabel                                  | Músico argentino        | Episodio: "El diablo en el espejo"                             | Mega       |
| 2022-2023 | Express                                 | Santa Varela            | Elenco principal                                               | Starzplay  |
| 2022      | Dos 20                                  | Pablo                   | Episodio: "Una sorpresa"                                       | TV Pública |

### Teatro
| Año       | Obra                                     | Personaje           | Director               | Teatro                              |
| --------- | ---------------------------------------- | ------------------- | ---------------------- | ----------------------------------- |
| 1999      | Apuntes sobre Chejov                     |                     | Fernando Orecchio      | Galpón del Abasto                   |
| 2002      | Valet parking                            |                     | Julio Chávez           | Estudio Julio Chávez                |
| 2002      | Fronterizos                              |                     | Maruja Bustamante      | Centro Cultural Recoleta            |
| 2002      | La farmacia marina                       | Gabriel             | Alejandro Giles        | Espacio IFT                         |
| 2004      | Lo que habló el pescado                  | Conrado             | Gonzalo Demaría        | El Camarín de las Musas             |
| 2005      | Rita, la salvaje                         | Gastón              | Ricky Pashkus          | Teatro Maipo                        |
| 2006-2007 | El manjar                                | Luis                | Patricio Contreras     | Centro Cultural de Cooperación      |
| 2007      | El amor en los tiempos del dengue        |                     | Saula Benavente        | Centro Cultural Ricardo Rojas       |
| 2007      | El cráneo lleno de versos                |                     | Helena Tritek          | Centro Cultural Ricardo Rojas       |
| 2007      | El árbol de la gloria                    |                     | Helena Tritek          | Centro Cultural Ricardo Rojas       |
| 2008      | El botecito                              |                     | Heidi Steinhardt       |                                     |
| 2008-2009 | Cielo rojo                               | Vladímir Mayakovski | Helena Tritek          | Teatro Timbre 4                     |
| 2009-2010 | Agosto, condado de Osage                 | Carlitos            | Claudio Tolcachir      | Teatro Lola Membrives               |
| 2010-2011 | Todos eran mis hijos                     | Chris Keller        | Claudio Tolcachir      | Teatro Lola Membrives Gira nacional |
| 2012      | En el cuarto de al lado                  | Leo Irving          | Helena Tritek          | Teatro Apolo                        |
| 2012      | Recordando con ira                       | Jimmy Porter        | Mónica Viñao           | Teatro San Martín                   |
| 2013      | América latina                           |                     | Maruja Bustamante      | Teatro Nacional Cervantes           |
| 2013      | Tu parte maldita                         | Amador              | Santiago Loza          | Teatro Nacional Cervantes           |
| 2013      | Martes                                   |                     | Alejandro Catalán      | Estudio Alejandro Catalán           |
| 2013      | Papá querido                             | José                | Javier Daulte          | Teatro Picadero                     |
| 2013-2014 | Los elegidos                             | Martín              | Daniel Veronese        | Paseo La Plaza                      |
| 2014      | El jardín de los cerezos                 | Petia Trofimov      | Helena Tritek          | Teatro San Martín                   |
| 2014      | Alias                                    |                     | Luciano Correa         | Teatro San Martín                   |
| 2015      | El principio de Arquímedes               | Rubén               | Corina Fiorillo        | Teatro Apolo                        |
| 2016      | Lovemusik                                | Kurt Weill          | Jonathan Butterell     | Paseo La Plaza                      |
| 2016      | Otelo                                    | Casio               | Martín Flores Cárdenas | Teatro Regio                        |
| 2016      | La gata sobre el tejado de zinc caliente | Brick               | Jorge Azurmendi        | Teatro Regina                       |
| 2017      | Todas las rayuelas                       | Gabriel             | Andrés Bazzalo         | Multiteatro                         |
| 2017      | Miedo                                    |                     | Ana Frenkel            | Centro Cultural 25 de Mayo          |
| 2017      | Morir y vivir en Buenos Aires            |                     | Ana Fontán             | Teatro San Martín                   |
| 2018      | Olvidémonos de ser turistas              | Varios              | Gabriela Izcovich      | Centro Cultural 25 de Mayo          |
| 2019-2020 | La inquietud de la ausencia              |                     | Gabriela Izcovich      | Teatro El Extranjero                |
| 2021      | Shock 1, el cóndor y el puma             | Varios              | Andrés Lima            | Centro Dramático Nacional           |

### Premios y nominaciones
| Lista de premios y nominaciones | Lista de premios y nominaciones               | Lista de premios y nominaciones     | Lista de premios y nominaciones | Lista de premios y nominaciones | Lista de premios y nominaciones | Lista de premios y nominaciones |
| Año                             | Organización                                  | Categoría                           | Trabajo                         | Resultado                       | Ref(s)                          |                                 |
| ------------------------------- | --------------------------------------------- | ----------------------------------- | ------------------------------- | ------------------------------- | ------------------------------- | ------------------------------- |
| 2008                            | Premios Clarín                                | Mejor Actor Revelación – Televisión | Vidas robadas                   | Ganador                         | [ 3 ]                           |                                 |
| 2009                            | Premios Florencio Sánchez                     | Mejor Actor de Reparto              | Cielo rojo                      | Nominado                        | [ 4 ]                           |                                 |
| 2009                            | Premios Clarín                                | Mejor Actor Revelación – Teatro     | Agosto, condado de Osage        | Nominado                        | [ 5 ]                           |                                 |
| 2010                            | Premios ACE                                   | Mejor Actor de Reparto en Drama     | Todos eran mis hijos            | Ganador                         | [ 6 ]                           |                                 |
| 2012                            | Premios ACE                                   | Mejor Actor de Reparto en Comedia   | En el cuarto de al lado         | Ganador                         | [ 7 ]                           |                                 |
| 2012                            | Premios Florencio Sánchez                     | Mejor Actor de Reparto              | En el cuarto de al lado         | Nominado                        | [ 8 ]                           |                                 |
| 2021                            | Premios Cóndor de Plata                       | Mejor Actor                         | La chancha                      | Ganador                         | [ 9 ]                           |                                 |
| 2021                            | Festival Internacional de Cine de las Alturas | Mejor Actor                         | La chancha                      | Ganador                         | [ 10 ]                          |                                 |